# Zoológico de Australia
El Zoológico de Australia (en inglés: Australia Zoo) es un zoológico de 400 hectáreas ubicado en el estado australiano de Queensland, en la costa Sunshine, cerca de Beerwah/GlassHouse Mountains. Es propiedad de Terri Irwin, la viuda de Steve Irwin, cuya serie documental sobre la vida silvestre El Cazador de Cocodrilos convirtió al zoológico en una atracción turística popular.
El zoológico fue inaugurado por Bob y Lyn Irwin el 3 de junio de 1970 bajo el nombre de Beerwah Reptile and Fauna Park (Parque de reptiles y fauna de Beerwah). Su hijo Steve había ayudado a sus padres desde la infancia a cuidar cocodrilos y reptiles y a mantener el creciente número de animales en el zoológico. En 1982, el zoológico pasó a llamarse Queensland Reptile and Fauna Park (Parque de reptiles y fauna de Queensland) y el área se duplicó con la compra de 1,6 hectáreas adicionales. Steve y Terri cambiaron el nombre de su creciente parque de vida silvestre al zoológico de Australia. A medida que la filmación generó fondos adicionales, Steve y Terri pusieron todo el dinero recaudado de la filmación y la mercancía en conservación y construyendo nuevas exhibiciones.
Los visitantes encuentran una gran variedad de aves, mamíferos y reptiles, y tienen la posibilidad de ver la alimentación de cocodrilos, la alimentación manual de elefantes y encuentros prácticos con animales. En el zoológico se encuentra el estadio Mount Franklin Crocoseum, con una capacidad de aproximadamente 5000 personas. En el momento de su construcción, fue el primero en el mundo donde se realizaron espectáculos de serpientes, pájaros y cocodrilos. El zoológico de Australia llama a estos espectáculos "Wildlife Warriors 101". Aquí también es donde el zoológico presenta conciertos.